# Popolo e Territorio
Popolo e Territorio (noto fino al 6 luglio 2011 come Iniziativa Responsabile) è stato un gruppo parlamentare italiano di centro-destra, formatosi alla Camera dei deputati il 20 gennaio 2011, nel corso della XVI Legislatura, a opera di alcuni esponenti politici autodefinitisi "responsabili" per aver votato la fiducia al governo Berlusconi IV il 14 dicembre 2010.
La sua composizione è variata diverse volte nel corso della sua attività e vi hanno aderito i moderati di Alleanza di Centro e de I Popolari di Italia Domani, fuoriusciti dall'Unione di Centro, nonché diversi indipendenti provenienti da dinamiche realtà civiche e riformatrici.
Controparte di Popolo e Territorio, al Senato, il gruppo Coesione Nazionale.

## Storia

### 2010: nasce l'idea deiResponsabili
Si inizia a parlare di un gruppo di Responsabili nel settembre del 2010 in vista del voto di fiducia al governo Berlusconi IV. Dopo la scissione di Futuro e Libertà per l'Italia la risicata maggioranza in Parlamento mette a rischio il governo Berlusconi IV. Per questo motivo lo stesso Presidente del Consiglio incarica Francesco Nucara, deputato e segretario del Partito Repubblicano Italiano eletto nelle liste del Popolo della Libertà e aderente al gruppo misto, di cercare un gruppo di deputati in grado di sostituire quelli che erano confluiti in FLI. Nucara però non riesce nell'impresa.
Il 14 dicembre 2010 il governo Berlusconi IV ottiene la fiducia con il voto determinante di deputati eletti in liste estranee della maggioranza di governo. Di questi:
- sei deputati erano stati eletti nell'Unione di Centro (Giuseppe Drago, Calogero Mannino, Michele Pisacane, Francesco Saverio Romano, Giuseppe Ruvolo de I Popolari di Italia Domani e Francesco Pionati dell'Alleanza di Centro);
- tre deputati erano stati eletti nell'Italia dei Valori (Americo Porfidia, Antonio Razzi e Domenico Scilipoti);
- due deputati erano stati eletti nel Partito Democratico (Massimo Calearo e Bruno Cesario).

A questi deputati se ne aggiungono tre che hanno precedentemente aderito a Futuro e Libertà per l'Italia: (Giampiero Catone, Catia Polidori e Maria Grazia Siliquini). Inoltre il deputato Silvano Moffa, appartenente anch'egli al movimento finiano si astiene e non partecipa al voto, dopo che è stata rifiutata la sua richiesta riguardante le dimissioni di Italo Bocchino da capogruppo del partito alla Camera.

### 2011: nascita del gruppoIniziativa Responsabile
Il 20 gennaio 2011 nasce ufficialmente il gruppo "Iniziativa Responsabile", composto da sei deputati di Noi Sud, quattro dei Popolari di Italia Domani, tre del "Movimento di Responsabilità Nazionale", uno dell'Alleanza di Centro, oltre i quattro ex Futuro e Libertà per l'Italia; a essi si aggiungono alcuni deputati indipendenti già iscritti al gruppo misto e due prestiti dal PdL, necessari per arrivare alla costituzione di un gruppo autonomo. Capogruppo è nominato Luciano Sardelli (Noi Sud), mentre i tre vice sono Domenico Scilipoti, Giuseppe Ruvolo e Maria Grazia Siliquini.
Nei mesi successivi, il gruppo ha visto l'ingresso di altri deputati, come Paolo Guzzanti e Giancarlo Lehner, e di altri prestiti dal PdL, che portano prima a 28 e poi a 29 il numero dei suoi membri, permettendo un ribilanciamento tra maggioranza e opposizione nelle Commissioni parlamentari

### Responsabilinel Governo
Il 23 marzo 2011 il gruppo passa dall'appoggio esterno all'appoggio interno al Governo Berlusconi IV con la nomina di Francesco Saverio Romano (PID) a Ministro delle politiche agricole alimentari e forestali. Il 5 maggio 2011 la partecipazione del gruppo all'interno del Governo si allarga: vengono nominati come sottosegretari Catia Polidori al Ministero dello Sviluppo Economico, Giampiero Catone al Ministero dell'Ambiente, e Bruno Cesario all'Economia, seguiti nei mesi successivi da Elio Belcastro all'Ambiente.
Nel frattempo il 1º luglio 2011, dopo lunghe trattative tra le varie componenti che costituiscono il gruppo, Silvano Moffa diventa nuovo capogruppo; pochi giorni dopo, il 6 luglio, il gruppo Iniziativa Responsabile muta denominazione in Popolo e Territorio.
Il 15 ottobre 2011 l'ex capogruppo Luciano Sardelli non vota la fiducia al Governo Berlusconi IV e passa al Gruppo misto. Il 3 novembre 2011 anche i deputati della componente "Noi Sud" (Arturo Iannaccone, Elio Belcastro e Americo Porfidia) lasciano il gruppo di Popolo e Territorio alla volta del Gruppo misto per formare una componente autonoma.
Tutti gli esponenti che hanno cariche governative decadono dagli incarichi il 16 novembre 2011, al giuramento del nuovo Governo Monti, cui Popolo e Territorio vota la fiducia, con l'esclusione del voto in dissenso di Scilipoti. Il 9 gennaio 2012 Scilipoti viene sostituito come vice-capogruppo da Bruno Cesario.

## Capigruppo
- Luciano Sardelli (20 gennaio 2011 - 30 giugno 2011)
- Silvano Moffa (1º luglio 2011 - 15 marzo 2013)